# Binalbagan
Binalbagan es un municipio de segunda clase situado en la provincia de Negros Occidental, Filipinas. Según el censo del año 2000, tiene una población de 58,280 habitantes en 11,092 hogares. Binalbagan se fundó en 1573 y fue uno de los dos primeros asentamientos, junto con Ilog. Binalbagan se conoce por la BISCOM (Binalbagan Isabela Sugar Company —  Compañía Azucarera de Isabela Binalbagan).

## Gobierno
- Alcalde: Alejandro "bebot" Y. Mirasol
- Vicealcalde: Emmanuel Aranda

## Barangays
Binalbagan está subdividido en 16 barangays.
| - Amontay - Bagroy - Bi-ao - Canmoros (Pob.) - Enclaro - Marina (Pob.) - Paglaum (Pob.) - Payao | - Progreso (Pob.) - San José - San Juan (Pob.) - San Pedro (Pob.) - San Teodoro (Pob.) - San Vicente (Pob.) - Santo Rosario (Pob.) - Santol |